# Kotoko (pueblo)
El pueblo kotoko, también llamado mser, moria, bara y makari, es un grupo étnico ubicado en el norte de Camerún, Chad y Nigeria. La población kotoko está compuesta de unas 49 071 personas, la mayoría de las cuales, unas 40 904 personas, viven en Camerún. Los kotoko forman parte del pueblo chadic. La lengua de los kotokos es el lagwan. La mayoría de los kotokos son musulmanes sunitas, pero algunos pertenecen a otras ramas islámicas como Ibadhi, Ahmadiyya, Aleví, Druze y Khariji. Alrededor del 10 % de la población kotoko es evangélica. El Reino de Kotoko se fundó en el año 1500, por los descendientes de la Civilización sao.